# Vickers Viastra
Il Vickers Viastra era un monoplano da trasporto realizzato all'inizio degli anni trenta del XX secolo dalla Vickers Limited.
Realizzato dal principio in configurazione trimotore, fu successivamente sviluppato in diverse varianti dotate anche di uno solo oppure due motori. Fu costruito complessivamente in un piccolo numero di esemplari, di cui alcuni trovarono utilizzo presso la compagnia australiana West Australian Airways tra il 1931 ed il 1936.

## Storia del progetto
Preceduta da una specifica indagine di mercato, la progettazione del Viastra venne orientata alla realizzazione di una macchina il cui ambito operativo avrebbe dovuto essere un territorio caratterizzato dalla scarsa efficienza dei mezzi di trasporto, all'interno del quale l'aereo avrebbe dovuto essere al contempo il più rapido ed il più economico strumento di movimento; il Viastra nacque quindi con l'obiettivo di realizzare un velivolo appositamente studiato per l'impiego nei territori coloniali britannici.
Il progetto del Viastra prevedeva l'impiego delle tecniche costruttive già utilizzate nei precedenti Type 121 Wibault Scout e Type 125 Vireo, sviluppate dalla Vickers con la collaborazione del progettista francese Michel Wibault nel campo delle leghe di alluminio.
Il risultato finale fu un velivolo destinato al trasporto di 12 passeggeri, dalla struttura completamente metallica con rivestimento in pannelli corrugati in lega leggera, caratterizzato dalla formula trimotore e dall'ala alta, all'epoca elementi comuni a molti velivoli di successo, come i Fokker o gli Junkers.
Codificato in seno all'azienda come Type 160 il Viastra I fu portato in volo per la prima volta il 1º ottobre del 1930, propulso da tre motori Armstrong Siddeley Lynx. Il progetto ottenne l'apprezzamento della compagnia West Australian Airways, che concluse con la Vickers un contratto per la costruzione di tre esemplari che però si contraddistinguevano per variazioni all'impianto propulsivo: due esemplari (Type 198 Viastra II) vennero ordinati in configurazione bimotore (due Bristol Jupiter XIF) ed un terzo (Type 203, più tardi ribattezzato Viastra VI) in versione monomotore (anche in questo caso uno Jupiter). La costruzione di quest'ultimo velivolo venne però annullata in quanto durante il proprio impiego operativo i Viastra II dimostrarono l'impossibilità di rimanere in volo con un solo motore funzionante.
Già nello stesso mese durante il quale mosse i primi passi, il "Viastra I" fu oggetto di una radicale revisione che comportò la modifica della struttura e della forma degli impennaggi, il rinforzo delle ali e la modifica della configurazione da trimotore a bimotore, mediante la sostituzione dei tre Lynx con due Armstrong Siddeley Jaguar VIc. In questa nuova configurazione (con la conseguente nuova designazione di Type 199 Viastra III) venne presentato alle autorità ministeriali per i territori coloniali, unitamente ad un esemplare di Vellore. Pochi mesi dopo lo stesso apparecchio fu nuovamente oggetto di modifiche al sistema di propulsione: tornato di nuovo alla formula trimotore (equipaggiato con tre Bristol Jupiter VIFM) vide la propria denominazione mutare, per la terza volta, in Viastra VIII.
L'ultimo sviluppo del Viastra a vedere la luce, fu quello rappresentato da un singolo esemplare denominato Type 259 Viastra X realizzato nel corso del 1932: ancora una volta si trattava di un velivolo bimotore, equipaggiato con motori radiali Bristol Pegasus, completato e portato in volo nell'aprile del 1933 e destinato a fungere da velivolo ufficiale per il Principe di Galles.

## Tecnica
Il Viastra, nelle diverse versioni realizzate, era un monoplano dalla struttura interamente metallica realizzato dalla Vickers, elaborando il sistema costruttivo introdotto dall'ingegner Michel Wibault, facendo ampio ricorso al rivestimento in pannelli corrugati di duralluminio nella fusoliera e nelle ali.
Si trattava di un aereo caratterizzato dall'ala alta, collegata alla parte superiore della profonda fusoliera di sezione squadrata all'interno della quale era ricavata la cabina per i passeggeri, il cui numero era generalmente previsto in dodici unità, eccezion fatta per il singolo esemplare della variante "Viastra X" realizzato in configurazione VIP.
La cabina di pilotaggio era disposta nella sezione anteriore della fusoliera, in prossimità del bordo d'entrata alare; completamente vetrata ospitava i due membri dell'equipaggio in postazioni tra loro affiancate.
Sotto ciascuna semiala era disposta una gondola motore, cui si raccordava la gamba del carrello d'atterraggio (di tipo fisso), a sua volta collegata alla parte inferiore della fusoliera tramite una struttura metallica "a V", posizionata obliquamente. Un ruotino, anch'esso di tipo fisso, era disposto in coda, al di sotto dell'impennaggio. Nel caso delle versioni trimotore, il terzo propulsore era disposto all'estremità del cono di prua.
L'ala aveva forma rettangolare ed era sostenuta da un'asta di controvento, che poggiava nella zona inferiore della fusoliera mentre i piani di coda erano costituiti da piani orizzontali biplani collegati da tre elementi verticali (uno al centro, collegato alla mezzeria della fusoliera e due ai lati).
I motori utilizzati furono, come detto, diversi a seconda delle versioni ma (in tutti i casi) si fece sempre ricorso a propulsori radiali, raffreddati ad aria e di costruzione nazionale.

## Impiego operativo
Il primo prototipo del Viastra ricevette la matricola "G-AAUB" che mantenne anche nelle fasi successive della propria vita operativa, una volta modificato nei motori e ridesignato dapprima Viastra III e successivamente Viastra VIII.
I due esemplari di Viastra II realizzati per la West Australian si dimostrarono adeguati al difficile compito di collegare le città di Perth ed Adelaide, sostituendo su questa rotta i trimotori de Havilland DH.66 Hercules. Immatricolati con i codici "VH-UOM" e "VH-UOO" prestarono servizio rispettivamente fino al mese di ottobre del 1933 (quando il primo dei due venne ritirato dal servizio in seguito ad un incidente in atterraggio) ed al 1936.
Il Viastra X ricevette le matricole "G-ACCC" per servire come velivolo ufficiale al servizio dell'erede al trono della casa reale di Windsor, il futuro Giorgio VI del Regno Unito, nel periodo di tempo compreso tra il mese di aprile del 1933 e quello di giugno del 1934.

## Versioni
- Vickers Type 160 - Viastra I: designazione del prototipo (primo volo il 1º ottobre 1930), dotato di tre motori Armstrong Siddeley Lynx;
- Vickers Type 198 - Viastra II: variante destinata al trasporto di passeggeri (cabina da dodici posti); ne furono realizzati due esemplari, impiegati dalla West Australian Airways, equipaggiati con due motori Bristol Jupiter;
- Vickers Type 199 - Viastra III: designazione assunta dal velivolo "Type 160", trasformato in bimotore e dotato di motori Armstrong Siddeley Jaguar;
- Vickers Type 203 - Viastra VI: prevista variante monomotore, dotato di singolo Bristol Jupiter; la sua realizzazione venne annullata;
- Vickers Type 220 - Viastra VIII: ulteriore nuova denominazione assunta dal "Type 199" (in precedenza già "Type 160") riportato alla configurazione trimotore e dotato di motori Bristol Jupiter;
- Type 259 Viastra X: versione da trasporto VIP, con cabina da sette posti, utilizzata come aereo personale dal Principe di Galles; equipaggiato con tre motori Bristol Jupiter.

## Utilizzatori
Australia
- West Australian Airways

### Periodici
- (EN) Vickers "Viastra I", in Flight, Sutton, Surrey - UK, Reed Business Information Ltd., 26 settembre 1930,  pp. 1059-1064. URL consultato il 18 novembre 2013.